# Renato Bartolini
Renato Bartolini (Roma, 8 marzo 1952) è un compositore, musicista e cantante italiano.

## Biografia
Nel 1969 inizia la sua carriera come chitarrista del gruppo "The Blue Soul" con Claudio Prosperini alla chitarra solista, Marco Vannozzi al basso, Massimo Desideri alla batteria. Il gruppo, sostanzialmente una cover band, inizia una serie di concerti nei principali locali della capitale: Totem Club (via Tiburtina) e Pop Club (Monterotondo) e accompagna l'amico Giancarlo Nisi, poi primo cantante dei Milk and Coffee, in varie serate e veglioni. Poi il gruppo cambia nome in "Light Chrysalis". La formazione ora è composta: da Claudio Prosperini alla chitarra solista, Marco Vannozzi al basso, e alla batteria arriva Mario Distaso futuro percussionista del Teatro dell'Opera di Roma. Il gruppo rimarrà attivo sin verso la fine del 1973.
Nel 1974, di ritorno da Londra, fonda, insieme a Claudio Prosperini, Marco Valentini, Rodolfo Lamorgese e Maurizio Lamorgese il gruppo "Stradaperta".

## Discografia

### Con gli Stradaperta
- 1979 - Maida Vale
- 1983 - Figli dei figli della guerra

## Collaborazioni

### Con Antonello Venditti
- 1975 - Trianon - Domenica Musica
- 1978 - Sotto il segno dei pesci
- 1979 - Buona domenica
- 1979 - Addavenì (quer giorno e quella sera)
- 1982 - Sotto la pioggia
- 1983 - Circo Massimo
- 1984 - Cuore
- 1985 - Centocittà
- 2014 - 70.80 Ritorno Al Futuro
- 2015 - Tortuga Un giorno in paradiso Stadio Olimpico

### Con Carlo Siliotto
- 1979 - Ondina

### Con Mario Guarnera
- 1980 - Eri Tu

### Con i Bella Brace
- 1985 - Controluce

## In Tour
- 1978 - Antonello Venditti - Sotto il segno dei pesci Tour di Antonello Venditti#1978 Tour .22Sotto il Segno dei Pesci.22 con Stradaperta.2C Carlo Siliotto e Marcello Vento
- 1980 - Antonello Venditti - Buona Domenica Tour di Antonello Venditti#1980 Tour .22Buona Domenica.22 Inverno con Stradaperta.2C Carlo Siliotto.2C Marcello Vento e Alessandro Centofanti
- 1982 - Antonello Venditti - Sotto la pioggia Tour di Antonello Venditti#1982 Tour .22Sotto la Pioggia.22
- 1983 - Antonello Venditti - Circo Massimo I Tour di Antonello Venditti#1983 - Circo Massimo I
- 1984 - Antonello Venditti - Circo Massimo II Tour di Antonello Venditti#1984 - Circo Massimo II
- 1986 - Antonello Venditti - Venditti e Segreti Tour di Antonello Venditti#1986 Tour Venditti .26 Segreti
- 1987 - Antonello Venditti - Venditti e Segreti Tour di Antonello Venditti#1987 Tour Venditti .26 Segreti
- 2014 - Antonello Venditti - Palalottomatica "La Festa" Tour di Antonello Venditti#La Festa
- 2015 - Antonello Venditti - Stadio Olimpico Tour di Antonello Venditti#Tortuga Il Tour